# Vahls Wolfsfisch
Vahls Wolfsfisch (Lycodes vahlii) ist ein schlanker Meeresfisch aus kalten Regionen des nördlichen Atlantik. Sein Verbreitungsgebiet reicht von Spitzbergen südlich entlang der Küste Skandinaviens von der Halbinsel Kola bis zum Skagerrak. Außerdem gibt es ihn an der Südküste Grönlands, rund um Island und von der Küste Labradors über Neufundland bis Nova Scotia.

## Merkmale
Vahls Wolfsfisch hat einen langgestreckten Körper mit einem umlaufenden Flossensaum, der von den zusammengewachsenen Rücken-, Schwanz- und Afterflossen gebildet wird. Im Norden, z. B. vor der Küste Grönlands werden die Fische bis zu einem halben Meter lang, weiter im Süden erreichen sie nur Längen von 25 bis 30 Zentimeter. Die Rückenflosse hat keine Einbuchtung und ist vorne mit bis zu drei schwarzbraunen Flecken markiert. Die Seitenlinie verläuft unterhalb der Körpermitte.

## Lebensweise
Vahls Wolfsfisch lebt auf dem Meeresboden in Tiefen von 65 bis 1200 Metern bei Wassertemperaturen von 0 bis 5 °C. Er ernährt sich vor allem von kleinen Krebstieren (Garnelen, Krill) und ist selber ein wichtiger Beutefisch für Leng, Lumb, Heilbutt und Schwarzen Heilbutt. Die Eier sind mit einem Durchmesser von 6 mm relativ groß. Sie werden auf dem Meeresgrund abgelegt.